# Dictyophragmus
Dictyophragmus é um género botânico pertencente à família Brassicaceae.